# RS Puppis

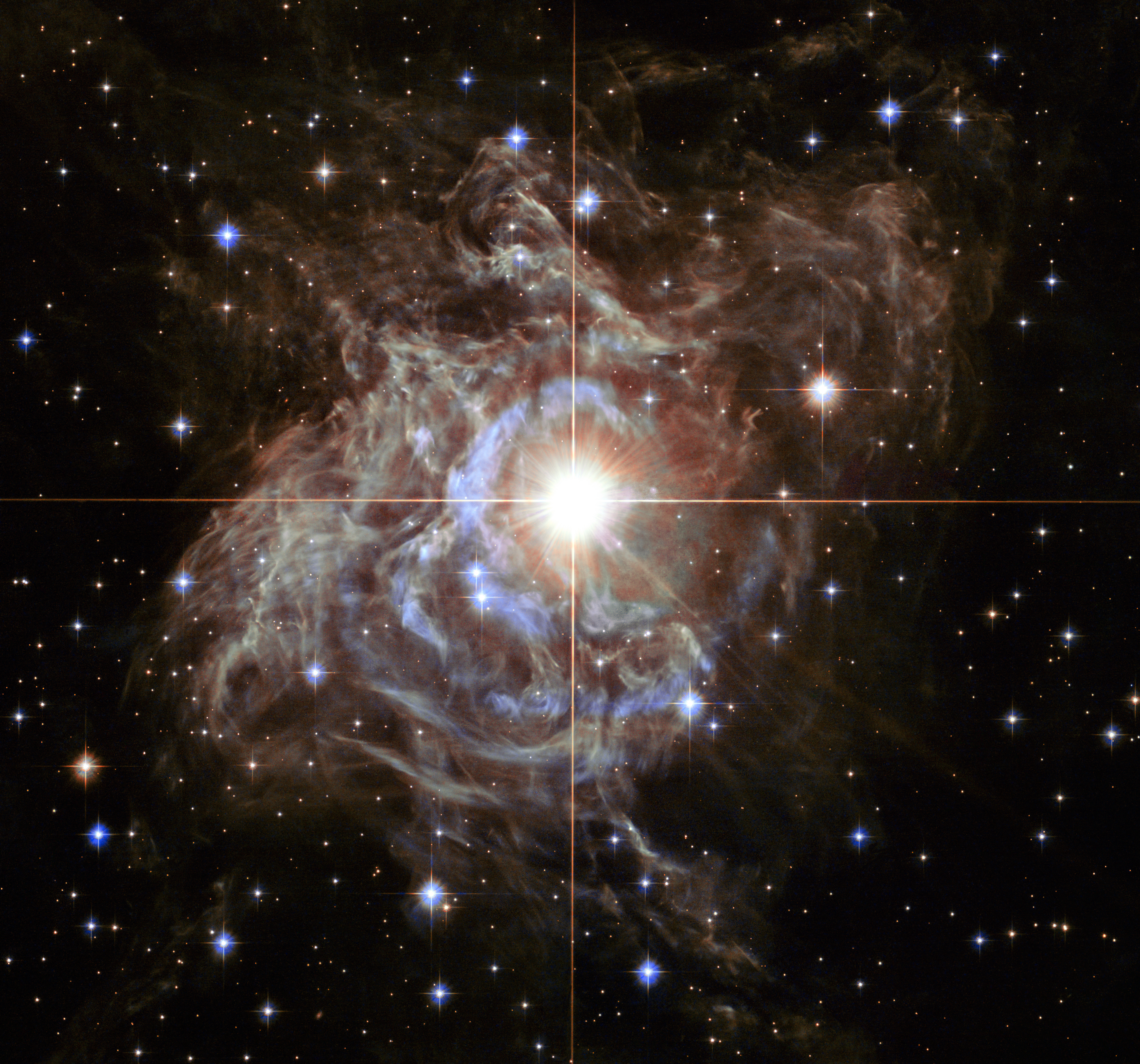
Imagen de 2013 captada por el Hubble

RS Puppis (RS Pup / HD 68860 / HIP 40233) es una estrella variable en la constelación de Puppis, la popa del Argo Navis.

## Características
RS Puppis es una variable cefeida de tipo espectral medio F8Iab.
Su brillo oscila entre magnitud aparente +6,52 y +7,67 con un período de 41,39 días.
Es la única cefeida que se encuentra rodeada por una gran nebulosa, formada por gas y polvo muy fino que refleja parte de la luz emitida por la estrella.
Tiene una temperatura efectiva de 4820 K y una masa 10,3 veces mayor que la masa solar.
Su radio es entre 174 y 198 veces más grande que el del Sol, lo que equivale a unas 0,9 UA.
Presenta un contenido metálico superior al solar, siendo su índice de metalicidad [Fe/H] = +0,17.
También muestra enriquecimiento en europio, azufre y lantano, siendo la abundancia relativa de este último elemento más del doble que en el Sol.
Cabe destacar el elevado nivel de nitrógeno en su superficie ([N/H] = +0,73).

## Distancia al sistema solar
Aprovechando los ecos de la luz en la nebulosa que rodea RS Puppis, un equipo de astrónomos del European Southern Observatory (ESO) ha medido su distancia con un error de solo el 1 %.
Dado que la luminosidad de las cefeidas oscila periódicamente, la presencia de la nebulosa permite ver la luz atravesándola, y a partir de ahí se puede calcular la distancia de la estrella.
Midiendo el brillo de un punto particular de la nebulosa, se ha aislado una parte del polvo de la misma, obteniéndose una curva de luz similar al de la estrella, pero desplazada en el tiempo.
Esta demora es denominada «eco de luz», por analogía con los ecos producidos por la reflexión del sonido.
La demora en el tiempo, multiplicada por la velocidad de la luz, da como resultado la distancia en kilómetros recorrida por la luz. Como se conoce la separación aparente entre la estrella y el punto observado, por trigonometría es posible medir la distancia de la estrella.
La distancia que nos separa de RS Puppis es 6500 ± 90 años luz. Dado que las cefeidas son estrellas pulsantes que se vienen utilizado como indicadores de distancia (candelas estándar) desde hace casi un centenar de años, es sumamente importante conocer el error implícito en la propia medida.